# Пелишек, Панка
Панка Пелишек (болг. Панка Пелишек, собственно чеш. Pelíšek; 25 мая 1899 года, София — 17 января 1990 года, там же) — болгарская пианистка и музыкальный педагог чешского происхождения. Народная артистка НРБ.

## Биография
Родилась в семье чешского валторниста Вацлава Пелишека, обосновавшегося в Болгарии. По материнской линии правнучка композитора Фрица Шпиндлера. Начала заниматься музыкой в частном музыкальном училище в Софии под руководством Генриха Визнера и Людмилы Прокоповой, затем училась у Андрея Стоянова и Ивана Торчанова. 
В 1918 году два месяца стажировалась в Будапеште у Арнольда Секея; в 1923 году окончила Академию музыки и исполнительского искусства в Вене (класс И. Гофмана).

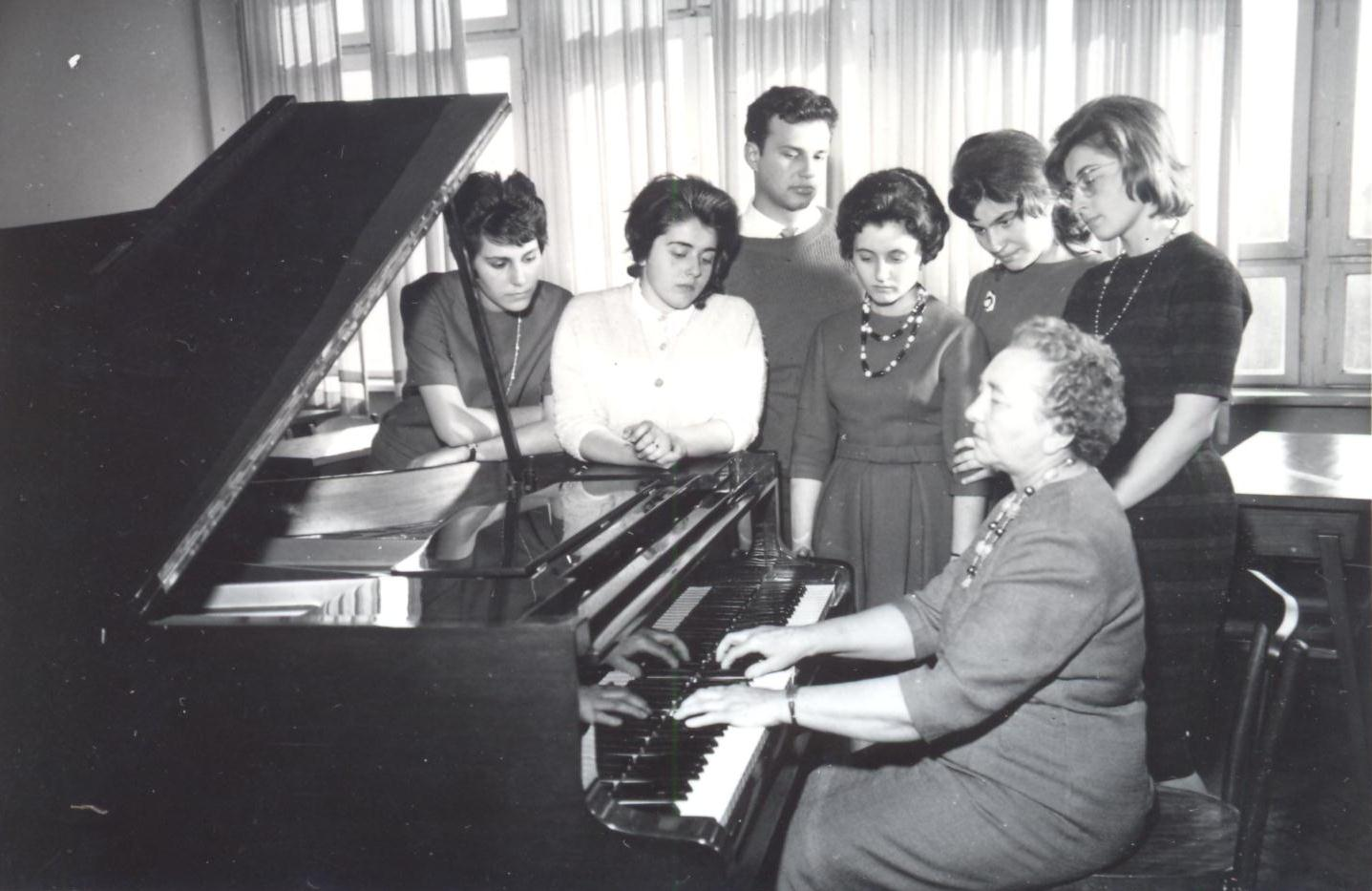
Панка Пелишек со студентами

В начале 1920-х гг. некоторое время концертировала в Австрии, в том числе вместе с певицей Констанцей Кировой, затем вернулась на родину.
Вплоть до 1950 года вела активную концертную деятельность в Болгарии, приобрела особенную известность как исполнительница Бетховена.
С 1923 г. преподавала в Пловдиве, в 1925—1984 гг. — в Софийской консерватории (с 1931 г. — профессор). Среди учеников, в частности, Венцеслав Янков, Милена Моллова.
Панка Пелишек умер 17 января 1990 года в возрасте 90 лет.

## Награды
- Народная артистка Болгарии (1969)
- Герой Социалистического труда
- орден Георгия Димитрова (1979).